# Jorien Wuite
Jorien Wuite là một chính trị gia Sint Maarten và là thành viên của Đảng Dân chủ Thống nhất. Bà là Bộ trưởng Bộ Giáo dục, Văn hóa, Thanh niên và Thể thao kể từ tháng 1 năm 2018.

## Đầu đời
Wuite sinh ra ở Hà Lan và lớn lên ở đó. Mẹ bà là nhà văn và nhà giáo dục Anna Merab Richardson. Bà học ngành Quản lý sức khỏe cộng đồng tại Đại học Erasmus Rotterdam, sau đó là khóa học sau đại học về tư vấn quản lý và quản lý thay đổi. Sau đó, bà đã lấy được bằng thạc sĩ về khoa học quản lý và quản lý bàng tại Đại học Mở. Trong quá trình học, bà đã nghiên cứu về Sint Maarten.

## Sự nghiệp
Sau khi học, Wuite làm việc ở Hà Lan trong năm năm cho một bàng ty tư vấn. Bà đã trả lời cho một vị trí tuyển dụng cho một Giám đốc chăm sóc sức khỏe tại Sint Maarten và được thuê. Sau đó, bà là tổng thư ký của Bộ Y tế, Phát triển Xã hội và Lao động và Giáo dục, Văn hóa, Thanh niên và Thể thao. Vào ngày 15 tháng 1 năm 2018, bà được bổ nhiệm làm Bộ trưởng Bộ Giáo dục, Văn hóa, Thanh niên và Thể thao trong nội các Marlin-Romeo.